# Colniza
Colniza là một đô thị thuộc bang Mato Grosso, Brasil. Đô thị này có diện tích 27947,646 km², dân số năm 2007 là 27872 người, mật độ 1 người/km².